# Tetřívek
Tetřívek je souhrnný český název pro několik rodů hrabavých ptáků z podčeledi tetřevi. V Česku žije vzácný tetřívek obecný.

## Seznam druhů
- Canachites
  - tetřívek kanadský, Canachites canadensis
- Centrocercus
  - tetřívek malý, Centrocercus minimus
  - tetřívek pelyňkový, Centrocercus urophasianus
- Dendragapus
  - tetřívek sazový, Dendragapus fuliginosus
  - tetřívek douglaskový, Dendragapus obscurus
- Falcipennis
  - tetřívek sibiřský, Falcipennis falcipennis
- Lyrurus
  - tetřívek kavkazský, Lyrurus mlokosiewiczi
  - tetřívek obecný, Lyrurus tetrix
- Tympanuchus
  - tetřívek prériový, Tympanuchus cupido
  - tetřívek menší, Tympanuchus pallidicinctus
  - tetřívek ostroocasý, Tympanuchus phasianellus